# Google Drive
Google Drive ist ein Filehosting-Dienst des Unternehmens Google LLC. Er ermöglicht Benutzern das Speichern von Dokumenten in der Cloud, das Teilen von Dateien und das gemeinsame Bearbeiten von Dokumenten. Google Drive beinhaltet Google Docs Editors, ein Office-Softwarepaket, das das gemeinsame Bearbeiten von Dokumenten, Tabellen, Präsentationen, Grafiken, Formularen und mehr ermöglicht. Öffentlich auf Google Drive geteilte Dateien können mit Internet-Suchmaschinen gesucht werden.

## Geschichte
Zu Beginn wurden die Dienste Google Docs und Spreadsheets getrennt entwickelt, bis im Oktober 2006 eine kombinierte Anwendung Text & Tabellen veröffentlicht wurde. Bis Februar 2007 war die Seite nur auf Englisch verfügbar. Im selben Monat wurde der Dienst auch für Google Apps verfügbar. Im Februar 2012 wurde Google Text & Tabellen in Google Docs umbenannt. Als Grund wurde das Hinzufügen weiterer Funktionen im Jahre 2011 genannt, wodurch der Name Google Text & Tabellen nicht mehr zuträfe, da es nun auch Präsentationsfunktionen gibt.
Am 24. April 2012 wurde Docs um generische Cloud-Storage-Fähigkeiten erweitert und daher in Drive umbenannt. Nachdem bereits früh eine Android-App veröffentlicht wurde, ist Google Drive seit Juni 2012 auch auf mobilen Endgeräten mit iOS nutzbar.
Neben der Drive-App veröffentlichte Google Mitte 2014 auch separate Apps für Google Textdokumente, Tabellen und Präsentationen für Android- und iOS-Endgeräte sowie separate Startseiten für seine Office-Lösung Google Docs und hat die Bearbeitung von Microsoft-Office-Dokumenten verbessert. Über den sogenannten Office-Kompatibilitätsmodus können Microsoft-Office-Dokumente nun auch ohne lokale Office-Installation über den Browser Chrome und die mobilen Apps für Google Dokumente, Tabellen und Präsentationen bearbeitet werden.
In September 2021 wurden Adressen (URLs) zu manchen vor November 2017 hochgeladenen Dateien aus angeblichen Sicherheitsgründen verändert.

## Funktionen

Google Drive Logo bis September 2020

Die Nutzung erfordert die Anmeldung an einem Google-Konto mit E-Mail-Adresse und Passwort. Die Verwendung der verschlüsselten Seitenübertragung mittels TLS und HTTPS ist standardmäßig aktiviert.
Im Juni 2007 erhielt das Design der Startseite ein zweispaltiges Layout. Seitdem kann man Ordner erstellen. Seit 2011 gibt es eine Informationsleiste rechts neben der Dokumentenliste sowie eine Diashow-Ansicht, falls der Filter für Bilder aktiviert ist.

### Google Docs, Sheets, Slides und Forms
Textdokumente, Tabellen, Präsentationen in Google Drive können direkt bearbeitet werden.
Alle Dokumente können mit oder ohne Schreibrecht in drei Stufen freigegeben werden – bestimmten Google-Nutzern, allen Personen, die deren URL kennen oder frei im Web, sodass Suchmaschinen die Inhalte erfassen. Zusätzlich kann man das Dokument als Webseite jedermann zugänglich machen. Für alle Dokumenttypen wird eine vollständige Versionsgeschichte aufgezeichnet. Zur Kommunikation zwischen Bearbeitern kann eine Chatleiste eingeblendet werden. Änderungen werden beim Bearbeiten automatisch gespeichert. Die Dateien werden zwischen Client und Server verschlüsselt und auch verschlüsselt im Server gespeichert.

### Schnittstellen
Google Drive bietet Schnittstellen für Entwickler an, um weitere Anwendungen mit dem Dienst zu verbinden. Zum Beispiel existiert ein Save-to-Drive-Knopf, um Inhalte einer Website direkt auf Google Drive zu sichern. Eine REST-API erlaubt es Drittanwendungen, auf Inhalte in Google Drive zuzugreifen.

## Speicherplatz

Logo von Google One

Anfangs bot Google fünf Gigabyte Onlinespeicher kostenlos an. 2013 wurde er auf 15 Gigabyte erweitert, indem gemeinsamer Speicher der Dienste Gmail, Google Drive und Google+ zusammengelegt wurde. Zusätzlicher Speicherplatz (bis zu 30 Terabyte) kann – abgesehen von wiederkehrenden zeitlich begrenzten Aktionen, in denen Speicherplatz kostenlos abgegeben wird – käuflich erworben werden. Der Speicherverwaltung dient seit 2018 der Dienst Google One. Auf Drive lässt sich mit dem Browser wie auch mit einem macOS-, Linux- oder Windows-Client zugreifen sowie mit Apps für die Betriebssysteme Android und iOS.
Google behält sich vor, Daten in Google Fotos, Google Drive oder Gmail unwiderruflich zu löschen, falls man sich zwei Jahre lang nicht anmeldete. Die Löschung wird jedoch drei Monate vorher angekündigt. Ein Aufruf des Produkts genügt, um den Löschzeitpunkt in die Zukunft zu verschieben. Gelöscht werden nur Daten nicht verwendeter Produkte. Nutzt man Drive, aber Fotos nicht, werden nur Fotos und Alben gelöscht. Google One-Abonnenten behalten den Speicherplatz bei langjähriger Inaktivität, so lange man das Abo bezahlt. 
Wer vom kostenlosen 15 GByte-Speicher als Bestandteil des Google-Kontos durch ein Abo mit Google One mehr Speicher nutzt und dieses Zusatzangebot später wieder kündigt, behält den Zusatzspeicher mit allen Inhalten im Nurlese-Betrieb, so lange man sich mindestens einmal alle zwei Jahre anmeldet.

## Google Drive für Großkunden

### Google Drive for Work
Google Drive for Work ist eine Premiumversion von Google Apps for Work, die im Juni 2014 veröffentlicht wurde. Sie bietet unbegrenzten Speicherplatz, erweiterte Datei-Prüfungsberichte und eDiscovery, zusammen mit – so Google – „neuer, präziser Steuerung, die Admins die Anpassung der Arbeit mit Drive ermöglicht, zum Beispiel, dass Mitarbeiter den Desktop-Sync-Client selbst installieren können“.
Man kann bis zu 5 TB große Dateien hochladen. Bei Firmen mit weniger als fünf Benutzern besteht eine Speicherobergrenze von 1 TB pro Benutzer. In einer Pressemitteilung versicherte Google Kunden, auf den Servern gespeicherte Daten zu verschlüsseln, wie auch alle Informationen beim Hoch- oder Herunterladen. Google gewährt Premiumbenutzern Support rund um die Uhr und garantiert für seine Server 99,9 % Uptime.

### Google Drive for Education
Google Drive for Education wurde am 30. September 2014 angekündigt und allen Benutzern von Google Apps for Education kostenfrei zugänglich gemacht. Es umfasst unbegrenzten Speicherplatz und unterstützt Einzeldateien mit bis zu 5 TB Größe.

## Kritik

### Allgemeine Geschäftsbedingungen
Anfangs räumte sich Google mit den deutschsprachigen Allgemeinen Geschäftsbedingungen ein, Anwender-Dokumente weiterzuverwenden. Nach Angaben von Google war dies ein Übersetzungsfehler. Der AGB-Abschnitt sichert nun das Urheberrecht an eigenen Inhalten zu. Google räumt sich weitläufige Rechte der Nutzung sowie Veröffentlichung ein, es sei denn „Wenn Sie in Deutschland sind und auf Produkte oder Dienste von Google zugreifen, die auf Deutschland ausgerichtet sind“. Es ist von außerhalb nicht erkennbar, zu welchem Zeitpunkt dieser Zustand besteht.
Nach Verabschiedung des Gesetzespaketes SESTA/FOSTA am 21. März 2018 sperrte oder löschte Google zahlreiche „sexuell eindeutige“ Inhalte aus Google Drive unter Bezugnahme auf seine AGB.

### Datenschutz
Nach mehreren Vorwürfen, aufgrund des mangelnden Schutzes der Nutzerdaten bei zahlreichen Diensten des Google Konzerns, kam ebenfalls der Verdacht auf, dass das Unternehmen Chat-Backups, welche über den Messenger-Dienst Whatsapp auf Google Drive gespeichert werden können, von Google mitgelesen würden. Google habe dazu 2014 mit dem Facebook-Konzern die Vereinbarung getroffen, unverschlüsselt Nachrichten, Bilder und Videos, sowie Audiodateien der Whatsapp Nutzer mitlesen zu können. Google soll laut mehreren US-Bundesstaaten "wiederholt und auf unverschämte Weise Wettbewerbsrecht und Verbraucherschutzgesetze verletzt haben".

## Verfügbarkeit
Google Drive erfordert Webbrowser mit aktueller JavaScript-Unterstützung. Offiziell unterstützt werden jeweils die letzten zwei aktuellen Versionen von Google Chrome, Firefox, Safari und Internet Explorer; andere Browser können aber je nach konkretem Einsatz dennoch problemlos funktionieren.
Kurz nach dem Start am 24. April 2012 blockierte die chinesische Regierung Google Drive für gewöhnliche Internetzugänge im Staatsgebiet.